# Gamaliel Audrey Cantika
Pour les articles homonymes, voir GAC, Gamaliel et Audrey.
Gamaliel Audrey Cantika (GAC) est un groupe indonésien composé de trois membres qui reprend des titres et chante également ses propres chansons. Sa notoriété augmente notamment grâce à sa diffusion sur youtube.

## Historique
Le groupe vocal se formé à Jakarta en 2008 et comprend seulement deux frères et sœurs Gamaliel Tapiheru et Audrey Tapiheru. Une année plus tard, Cantika les découvre et se joint à eux. Le trio recrée une chanson  Lady Gaga Just Dance, qui rencontre un certain succès. Un contrat est signé avec Sony Music Entertainment Indonesia.
Ils sortent un premier single Ingin Putus Saja en octobre 2010, puis le premier album. En 2013, leur interprétation de Mirrors de  Justin Timberlake leur vaut d'être nommés aux 57e Grammy Awards. Ils sortent ensuite le single "Bahagia" le 8 octobre 2014, puis un deuxième album studio le 28 mai 2015, Stronger, enregistré en Suède. En 2016, le groupe reçoit un prix  au 3e Indonesian Choice Awards.

## Albums
- Gamaliel Audrey Cantika (2012)
- Stronger (2015)
- Resonance (2018)